# جورج ر. دالي
جورج ر. دالي (بالإنجليزية: George R. Dale) هو محرر أمريكي، ولد في 5 فبراير 1867، وتوفي في 27 مارس 1936.